# Tumorothèque
 (juillet 2012).

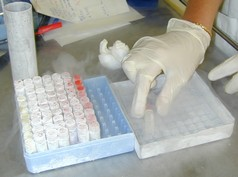
Échantillons isolés dans des cryotubes

Les tumorothèques sont des banques d'échantillons biologiques obtenus à partir de tumeurs conservés à très basse température (azote liquide, congélateurs -80°C) ou a température ambiante (fixation au formol et inclusion en paraffine), dans le cadre du diagnostic anatomopathologique. Cela permet la préservation des propriétés de l'ADN et de l'ARN de ces prélèvements. Dans le cadre de la lutte contre le cancer et sous l’égide de l’INCa, les tumorothèques se développent en réseaux régionaux. 
En premier lieu, l’objectif est d’affiner les diagnostics, de sélectionner une thérapie ciblée (théranostique) ou d'obtenir une information pronostique.
Deuxième objectif : effectuer des études dans le cadre de la recherche en cancérologie, sous la supervision d’un comité scientifique. Celui-ci donne son accord à la mise en route du projet et veille au respect des règles éthiques..

## Tumorothèque régionale de Franche-Comté

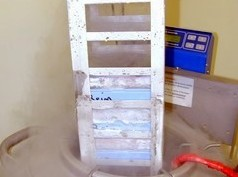
Cuve de cryopréservation

Structurée en réseau, la Tumorothèque régionale de Franche-Comté est le fruit de la coopération des différents laboratoires d'anatomie et de cytologie pathologiques franc-comtois. L'ensemble du territoire régional est ainsi couvert et chaque patient peut donc se trouver en situation d’une cryopréservation de sa tumeur.